# Myrioblephara lushanalis
Myrioblephara lushanalis är en fjärilsart som beskrevs av Sato 1987. Myrioblephara lushanalis ingår i släktet Myrioblephara och familjen mätare. Inga underarter finns listade i Catalogue of Life.